# 住房痛苦指数
住房痛苦指数，按照中国经济学家刘正山博士的界定，即衡量房价超过居民合理购房负担程度的一种测算指标。

## 定义及计算公式
按照一般公认的经验数据，房价是家庭年收入的3—6倍算是合适的。那么，折中一下，取4.5倍这个数据点，算做住房痛苦指数与幸福指数的临界线。超过4.5倍的部分，就是住房痛苦指数。
再考虑到中国是发展中国家，食品支出比重较大，则考虑恩格尔系数，则住房痛苦指数=房价/（1-恩格尔系数）×收入-4.5。那么，粗略计算一下，北京2006年的住房痛苦指数=14.5-4.5=10，上海2006年的住房痛苦指数=16.6-4.5=12.1。